# Lilongwe (stad)
Lilongwe is de hoofdstad van Malawi. In 2005 had de stad ongeveer 650.000 inwoners, en de bevolking groeit erg snel. In 2015 lag het aantal inwoners al boven een miljoen.

## Geografie
Lilongwe ligt in het midden van het land, ten westen van het Malawimeer op een hoogvlakte, vlak bij de Lilongwerivier. De stad ligt ongeveer 1200 meter boven zeeniveau.

## Geschiedenis

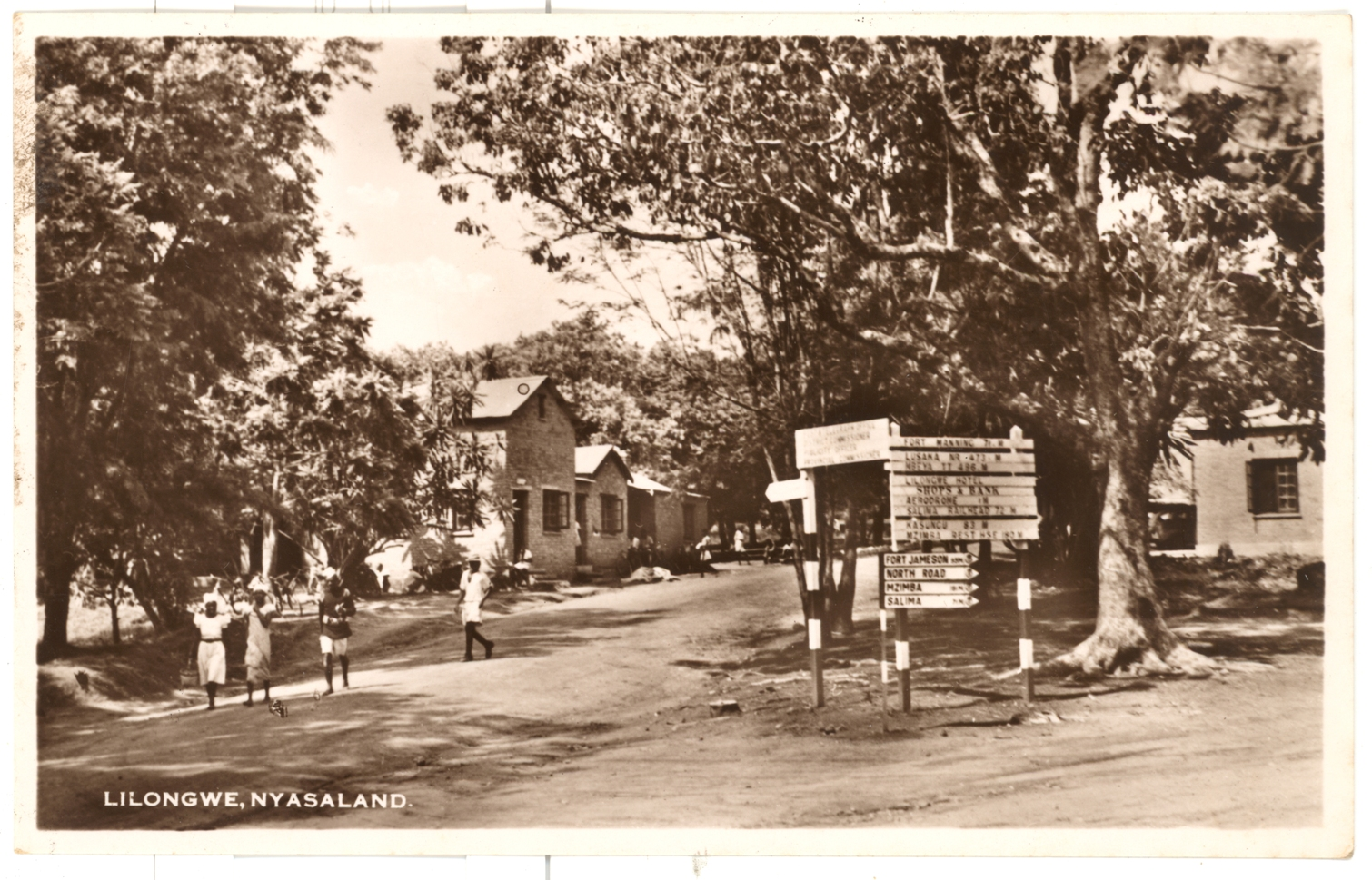
ansichtkaart van Lilongwe van voor de onafhankelijkheid

De stad werd in 1947 als handelscentrum gesticht. In 1975 werd Lilongwe tot hoofdstad van Malawi aangewezen.
De stad begon ooit als een klein dorpje, gelegen aan de oevers van de gelijknamige rivier de Lilongwe. Het werd een Brits koloniaal administratief centrum aan het begin van de 20ste eeuw. Door zijn ligging aan de belangrijkste noord-zuidroute in het land en de weg naar Noord-Rhodesië (het huidige Zambia), groeide Lilongwe uiteindelijk uit de op een na grootste stad van Malawi, na Blantyre. In 1975 werd Lilongwe voor het eerst de hoofdstad (voorheen was dit namelijk de iets zuidelijker gelegen stad Zomba). Sinds 2008 heeft de stad ook Blantyre ingehaald en is zij nu dus de grootste stad van Malawi. Hoewel Lilongwe het politieke centrum is van Malawi, blijft Blantyre wel het economisch centrum vormen.
Religie
Lilongwe is sinds 2011 de zetel van een rooms-katholiek aartsbisdom.

## Geboren
- Areneo David (1998), boogschutter